# Gyertyánpatak
Gyertyánpatak (1899-ig Hrabovcsik, szlovákul: Hrabovčík) község Szlovákiában, az Eperjesi kerület Felsővízközi járásában.

## Fekvése
Felsővízköztől 3 km-re dél-délnyugatra, az Ondava jobb oldalán fekszik.

## Története
A falu a 16. században keletkezett akkor, amikor területére a pásztorjog alapján ruszinokat telepítettek. 1548-ban „Hrabochyk” alakban említik először. 1567-ben „Hraboczik” a neve. 1618-ban a makovicai uradalomhoz tartozott. A 18. század második évtizedében főként a járványok miatt teljesen elnéptelenedett. 1787-ben 52 házában 299 lakos élt.
A 18. század végén Vályi András így ír róla: „HRABOVCSIK. Tót falu Sáros Várm. földes Ura G. Aspermont Uraság, lakosai katolikusok, földgyei középszerűek, réttyei hasznosak.”
1828-ban 63 háza volt 475 lakossal, akik főként idénymunkákból éltek. A 19. században az Erdődy család birtokában állt.
Fényes Elek 1851-ben kiadott geográfiai szótárában így ír a faluról: „Hrabovcsik, orosz falu, Sáros vmegyében, a makoviczi uradalomban, Radoma fil. 5 romai, 564 görög kath., 8 zsidó lak. Görög anyaszentegyház. Ut. p. Bártfa.”
1920 előtt Sáros vármegye Felsővízközi járásához tartozott, ezután a csehszlovák állam része lett.
A háború után sok lakója kivándorolt. A faluban elterjedt volt a kosárfonás mestersége. Lakói részben Felsővízköz és Kassa üzemeiben dolgoztak.

## Népessége
| Év:            | 1994. | 2004.    | 2014.   | 2024.   |
| -------------- | ----- | -------- | ------- | ------- |
| Emberek száma: | 289   | 328      | 339     | 322     |
| Eltérés:       |       | +13,49 % | +3,35 % | -5,01 % |

| Év:            | 2023. | 2024.   |
| -------------- | ----- | ------- |
| Emberek száma: | 327   | 322     |
| Eltérés:       |       | -1,52 % |

1910-ben 349, túlnyomórészt ruszin lakosa volt.
2001-ben 329 lakosából 279 szlovák 29 ruszin és 19 ukrán volt.
2011-ben 333 lakosából 255 szlovák, 44 ruszin és 14 ukrán volt.

## Nevezetességei
- Mihály arkangyal tiszteletére szentelt görögkatolikus temploma 1812-ben épült.